# The Slacker
Pour plus de détails, voir Fiche technique et Distribution.
The Slacker est un film dramatique muet américain de 1917, réalisé par Christy Cabanne et mettant en vedette Emily Stevens et Walter Miller. Il a été produit et distribué par Metro Pictures.Le film est populaire auprès de l'armée américaine, ayant provoqué une hausse du recrutement dans l'armée juste après l'entrée des États-Unis dans la Première Guerre mondiale.

## Distribution
- Emily Stevens : Margaret Christy
- Walter Miller : Robert Wallace
- Leo Delaney : John Harding
- Daniel Jarrett : Henry Wallace
- Eugene Borden : George Wallace